# ماركوس جينيارد
ماركوس جينيارد (بالإنجليزية: Marcus Ginyard)‏ مواليد 8 مايو 1987 في روتشستر، هو لاعب كرة سلة أمريكي. بدأ مسيرته الاحترافية في سنة 2010. يلعب في الدوري البولندي لكرة السلة. يحمل الرقم 11. يبلغ طوله 6 قدم 5 بوصة (2.0 م).

## المسيرة الاحترافية
لعب مع ميدي بايرويت في الدوري الألماني في موسم 2010–2011، ثم لعب مع نادي فوتسوافك لكرة السلة في موسم 2012–2013، ثم لعب مع نادي أزوفماش لكرة السلة في موسم 2013–2014، ثم لعب مع نادي جلونا غورا لكرة السلة في سنة 2014، ثم لعب مع ويستتشستر نيكس في موسم 2014–2015، ثم لعب مع نادي بانيونيس لكرة السلة في سنة 2015.

## روابط خارجية
- ماركوس جينيارد على موقع كرة السلة الأوروبية.كوم (الإنجليزية)
- ماركوس جينيارد على موقع كلية كرة السلة في سبورتس رفرنس.كوم (الإنجليزية)
- ماركوس جينيارد على موقع ريلجم (الإنجليزية)
- ماركوس جينيارد على موقع بروبوليرز (الإنجليزية)
- ماركوس جينيارد على موقع سبورتس رفرنس (الإنجليزية)
- ماركوس جينيارد على موقع سبورتس رفرنس (الإنجليزية)